# Nilgiritragus hylocrius
Il tahr del Nilgiri (Nilgiritragus hylocrius) è un ungulato endemico delle Colline del Nilgiri e della parte meridionale dei Ghati occidentali, negli Stati del Tamil Nadu e del Kerala (India meridionale). È l'animale simbolo del Tamil Nadu.

## Etimologia

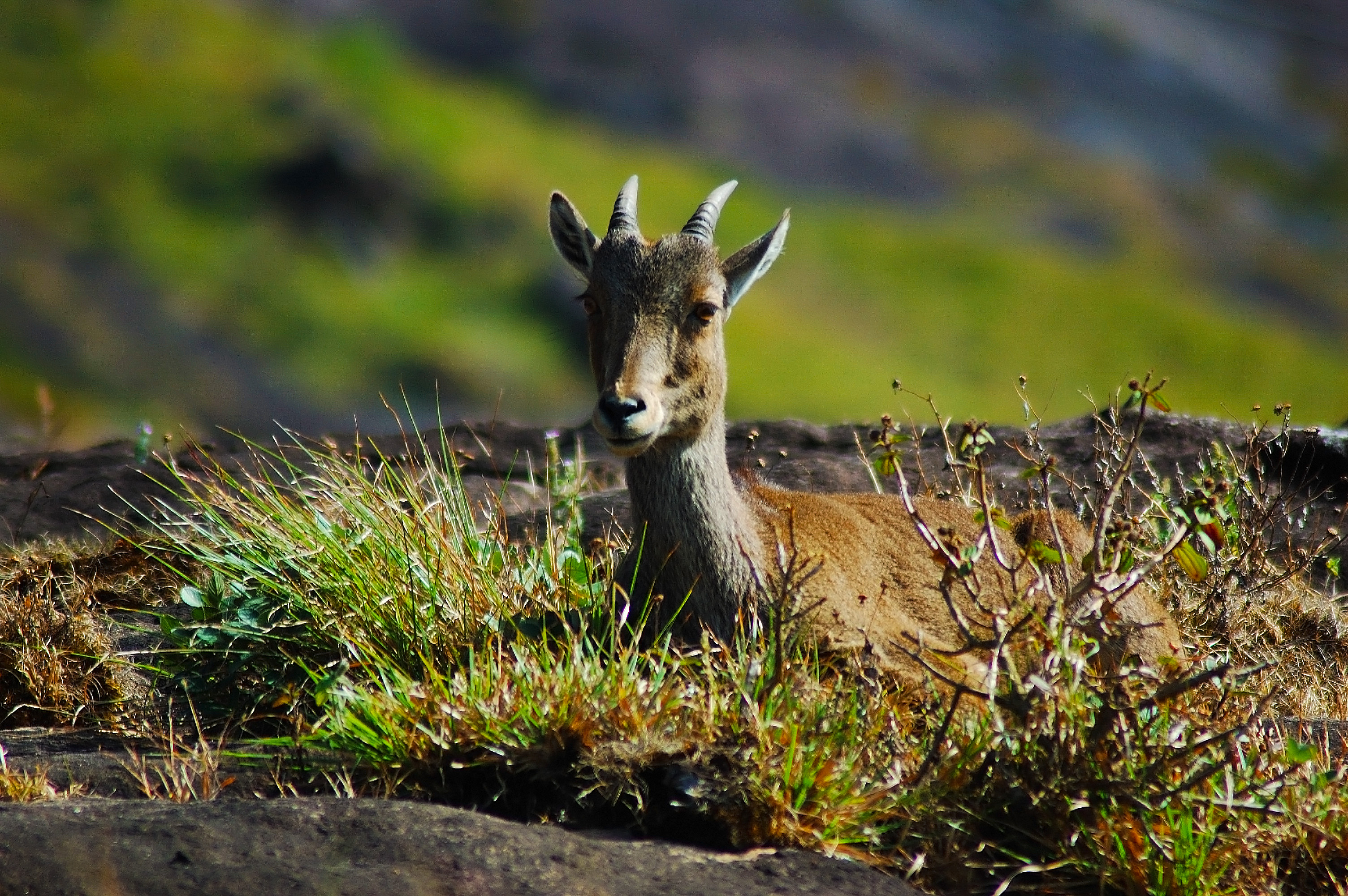
Un tahr del Nilgiri nel Parco Nazionale di Eravikulam, Kerala (India)

Nelle aree dove vive, il tahr del Nilgiri è noto anche come stambecco del Nilgiri o semplicemente come stambecco (il che crea una possibile confusione con i "veri" stambecchi). In lingua tamil viene chiamato warryato o varaiaadu, termine composto dalle parole wurrai (precipizio) e aadu (capra). Proprio per questo motivo Gray lo chiamò Capra warryato.
I suoi parenti più stretti sono le pecore (genere Ovis). Fino al 2005 veniva classificato insieme al tahr dell'Himalaya (Hemitragus jemlahicus) e al tahr dell'Arabia (Arabitragus jayakari) nel genere Hemitragus. Tuttavia, recentemente è stato posto nel nuovo genere Nilgiritragus, dato che da un punto di vista genetico è molto più simile ai membri del genere Ovis che agli altri tahr.

## Descrizione

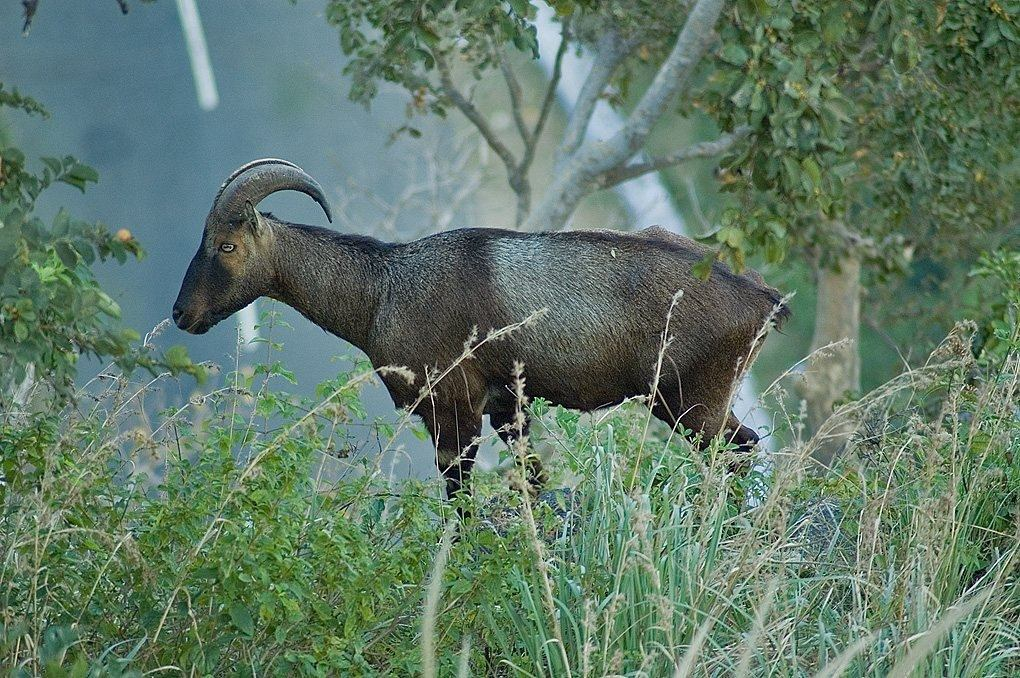
Un maschio adulto sulle colline di Valparai, Tamil Nadu (India)

Il tahr del Nilgiri è una capra piuttosto tozza munita di un manto rado e ruvido e di una ispida criniera. I maschi sono più grandi delle femmine e da adulti hanno anche un colore più scuro. Entrambi i sessi sono dotati di corna ricurve, più lunghe nei maschi (40 cm) che nelle femmine (30 cm). I maschi adulti pesano 80 – 100 kg e sono alti al garrese circa 100 cm; con l'età sviluppano sul dorso un'area di colore grigio chiaro, o "sella", e proprio per questo motivo vengono chiamati saddlebacks ("dorsi sellati").

## Distribuzione

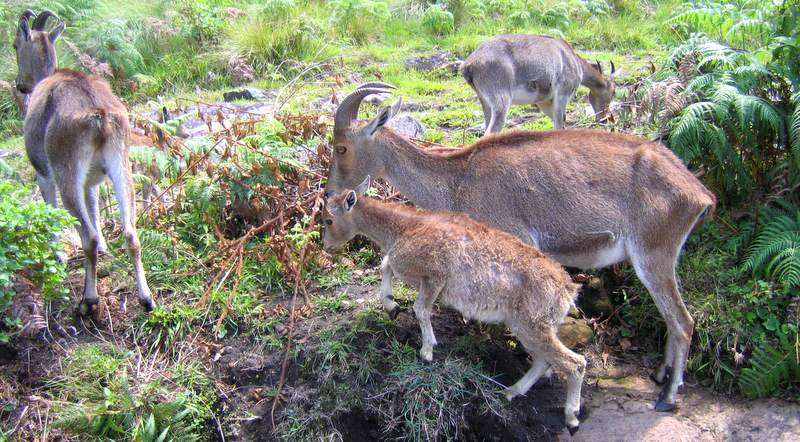
Una famiglia di tahr su un pascolo di montagna

Questo tahr vive nelle praterie di montagna dell'ecoregione delle foreste pluviali di montagna dei Ghati Occidentali meridionali. Ad altitudini di 1200 – 2600 m (generalmente oltre i 2000 m), le foreste si diradano in stentati boschetti, noti come sholas, inframmezzati da aree di prateria. Ad altitudini inferiori queste praterie sono circondate da foreste più fitte. In passato i tahr del Nilgiri si aggiravano per queste praterie in grandi branchi, ma nel XIX secolo la caccia e il bracconaggio ne ridussero così tanto il numero che nei primi anni del XX secolo ne rimanevano solamente un centinaio. Da allora la popolazione è di nuovo aumentata e al giorno d'oggi ne vivono circa 2000 esemplari. Il loro areale si estende su un fronte di 400 km da nord a sud e la popolazione più numerosa si riscontra nel Parco Nazionale di Eravikulam. Altre concentrazioni degne di nota vivono sulle Colline del Nilgiri, mentre gruppetti più piccoli vivono sulle Colline dell'Anamalai, nel Parco Nazionale di Periyar, sulle Colline del Palni e sui Ghati Occidentali a sud di Eravikulam, presso l'estremità meridionale dell'India.